# Ardeşen
Ardeşen – miasto w Turcji w prowincji Rize.
Według danych na rok 2000 miasto zamieszkiwało 45 392 osób.